# Beija-flor-cinza
Colibri-cinzento ou beija-flor-cinza ou beija-flor-cinzento (Aphantochroa cirrochloris, também Eupetomena cirrochloris) é uma espécie de ave da família Trochilidae.
Apenas pode ser encontrada no Brasil.
Os seus habitats naturais são: florestas subtropicais ou tropicais úmidas de baixa altitude e florestas secundárias altamente degradadas.

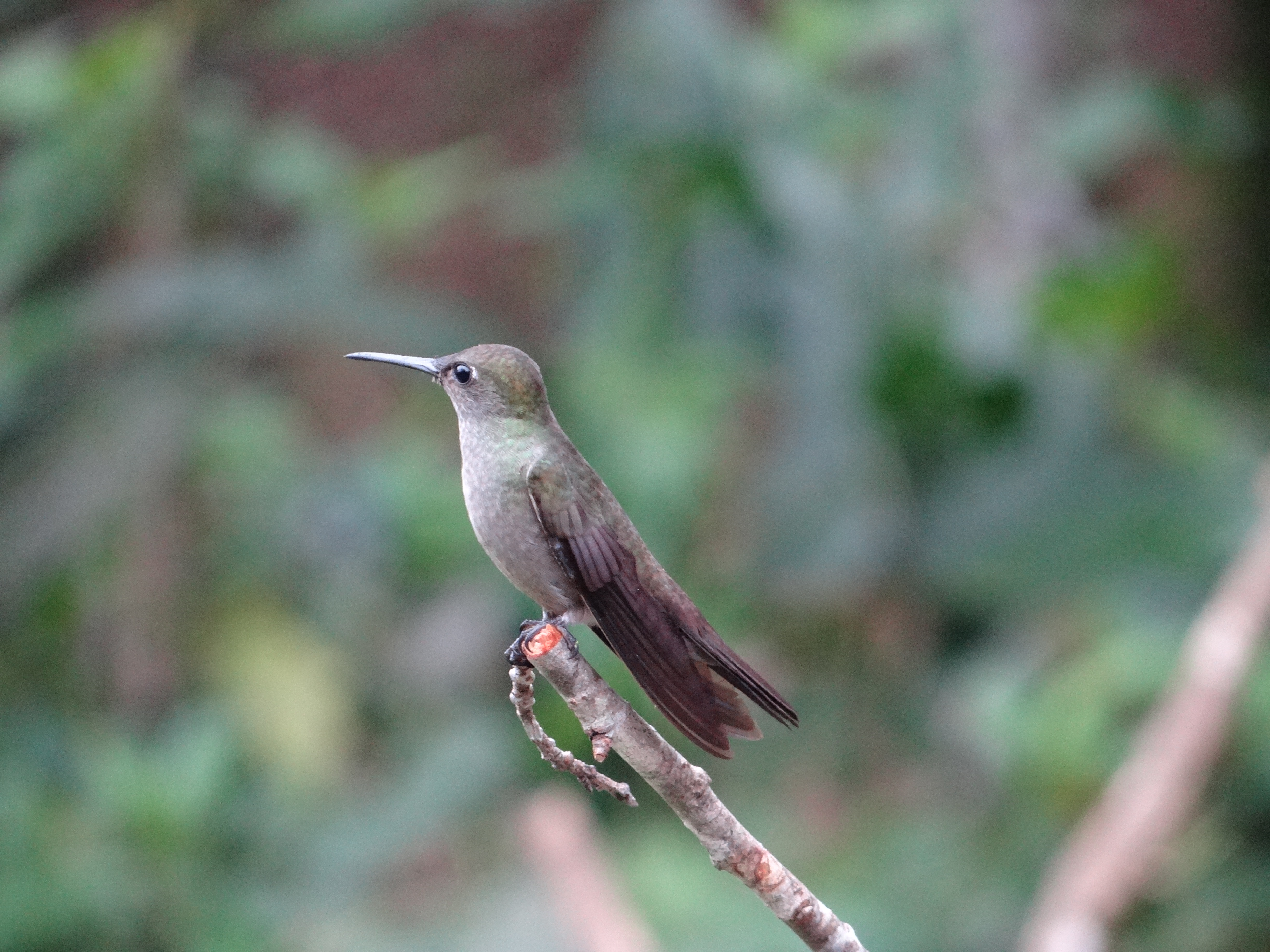
Beija flor cinza no bebedouro da Trilha dos Tucanos